# Искусство или смерть. Двадцать лет спустя
Искусство или смерть. Двадцать лет спустя — художественная выставка наиболее известных участников товарищества «Искусство или смерть», прошедшая в сентябре-октябре 2006 года в ростовском  Музее современного изобразительного искусства на Дмитровской.

## Участники
- Валерий Кошляков
- Александр Сигутин (совм. с В. Анзельмом)
- Авдей Тер-Оганьян
- Юрий Шабельников

Куратор выставки — Светлана Крузе.

## Общественный резонанс
Выставка «Искусство или смерть. Двадцать лет спустя» спровоцировала в Ростове-на-Дону бурную реакцию, несоизмеримую с реакцией города на выходки художников в 80-х годах прошлого столетия. Поводом для возмущения на этот раз оказались работы Сигутина и Анзельма. Их серия «Жизнь замечательных людей» (1998—2003) была воспринята рядом православных граждан как акт «глумления над иконой». Сигутин был избит, в адрес музея поступали угрозы со стороны местных руководителей РПЦ. Администрация музея пошла на компромисс: сперва у входа в музей повесили объявление «На выставке представлены тексты и изображения религиозного содержания в неканонической форме. Если это может вас шокировать, просьба воздержаться от посещения выставки», затем же, по мере обострения ситуации, серия «Жизнь замечательных людей» была и вовсе снята с экспозиции, дабы избежать возможных провокаций. «Лично я не вижу богохульства в картинах Сигутина. А его работы согласилась снять, только когда мне дали понять, что верующие всерьез готовы разгромить музей» — прокомментировала ситуацию куратор выставки Светлана Крузе. В конфликт оказалась втянута и областная администрация. Разбираясь с поступившей туда жалобой, музей посетил заместитель вице-губернатора Виталий Брежнев. Осмотрев экспозицию, он не нашел в ней ничего крамольного.